# 4574 Yoshinaka
4574 Yoshinaka eller 1986 YB är en asteroid i huvudbältet som upptäcktes den 20 december 1986 av de båda japanska astronomerna Takeshi Urata och Tsuneo Niijima i Ojima. Den är uppkallad efter Minamoto no Yoshinaka.
Asteroiden har en diameter på ungefär 12 kilometer och den tillhör asteroidgruppen Eos.